# Altstrimmig
Altstrimmig là một xã thuộc huyện Cochem-Zell, bang Rheinland-Pfalz, Đức. Xã này có diện tích 8,9 ki-lô-mét vuông.